# Megrje
Megrje (nemško Oberfederaun) je naselje Statutarnega mesta Beljak na Koroškem v Avstriji.